# Waukesha
Waukesha é uma cidade localizada no estado norte-americano de Wisconsin, no Condado de Waukesha.

## Demografia
Segundo o censo norte-americano de 2000, a sua população era de 64.825 habitantes.
Em 2006, foi estimada uma população de 67.814, um aumento de 2989 (4.6%).

## Geografia
De acordo com o United States Census Bureau tem uma área de
56,2 km², dos quais 56,0 km² cobertos por terra e 0,2 km² cobertos por água. Waukesha localiza-se a aproximadamente 272 m acima do nível do mar.

## Localidades na vizinhança
O diagrama seguinte representa as localidades num raio de 12 km ao redor de Waukesha.